# 貝尼奇耶島

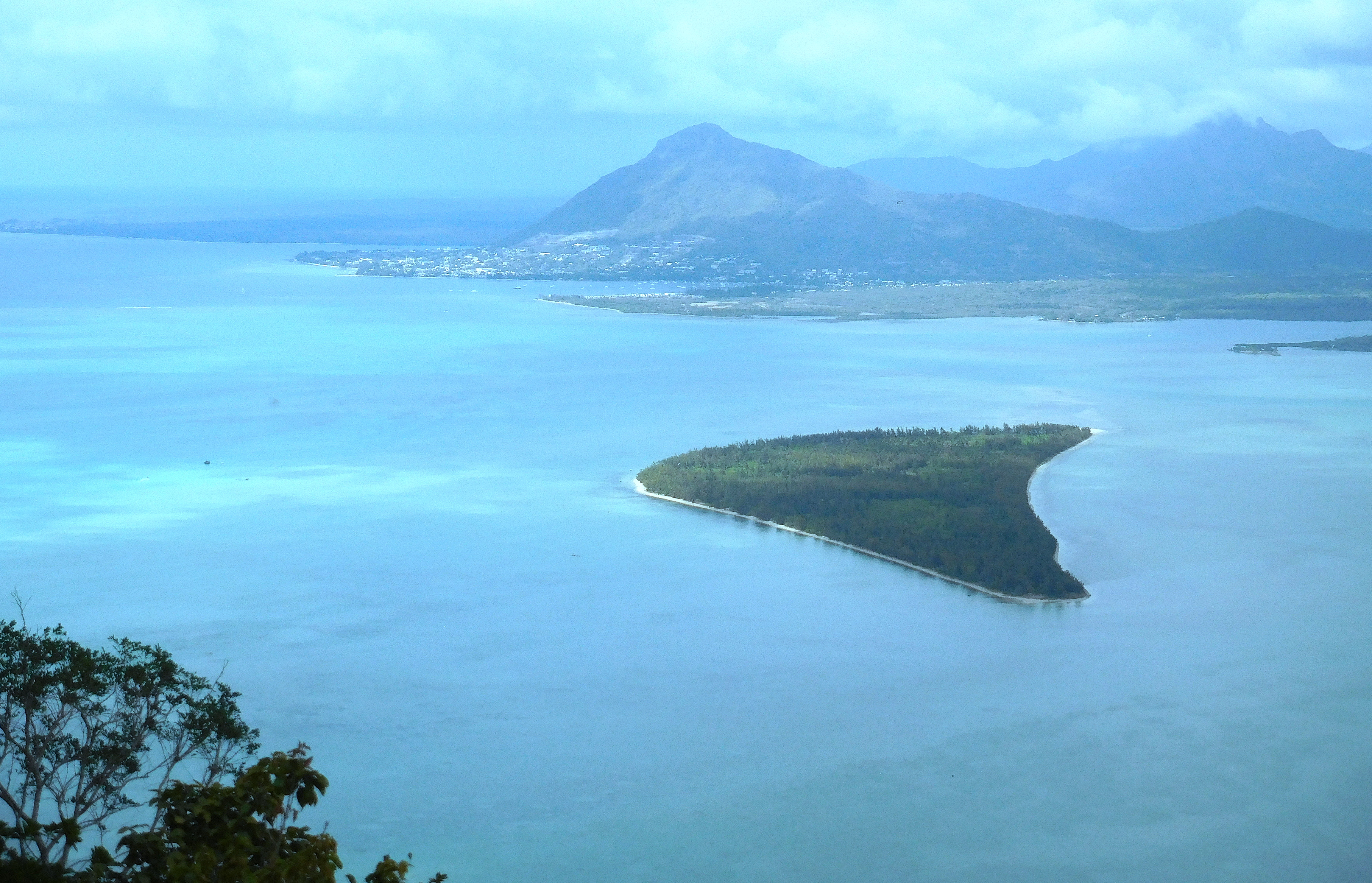
貝尼奇耶島

貝尼奇耶島（Île aux Bénitiers）是毛里裘斯的島嶼，位於該國西南部的印度洋海域，距離莫納山數公里，屬於馬斯克林群島的一部分，長2公里、寬0.5公里，面積0.65平方公里，島上無人居住。